# Poul Sørensen
Pour les articles homonymes, voir Sørensen.
Poul Sørensen, né le 25 juin 1904 à Roskilde (Danemark) et mort le 29 juin 1969 à Hornbæk (Danemark), est un homme politique danois membre du Parti populaire conservateur (KF), ancien ministre et ancien député au Parlement (le Folketing).